# Inga approximata
Inga approximata é uma espécie vegetal da família Fabaceae.
Árvore encontrada em florestas entre 2 mil e 2.500 metros de altitude, princilpamente no Parque Nacdional Isoboro Secure e no Parque Nacional Carrasco, próximos das cidades de Cochabamba e de Santa Cruz, na Bolívia.